# Philippe François Rouxel de Blanchelande
Pour les articles homonymes, voir Rouxel.
Philippe (ou Philibert) François Rouxel, vicomte de Blanchelande, né le 21 février 1735 à Dijon, mort guillotiné le 15 avril 1793 à Paris, est un général de brigade de la Révolution française
Il a été gouverneur français de Saint-Domingue au moment de l'éclatement de la révolution haïtienne, le 22 août 1791.

## Biographie
Petit-fils d'un maréchal de France, Rouxel de Blanchelande était le fils d'un ancien lieutenant-colonel du régiment de la Chennelay en 1726, également chevalier de Saint-Louis, fils naturel et reconnu du dernier maréchal et comte de Grancey et Médavy, Jacques Eléonor Rouxel de Grancey.
En 1781, Blanchelande prend aux Anglais les îles de Tobago et de la Trinité, et y sert ensuite à titre de gouverneur de 1781 à 1784. Plus tard, il est nommé lieutenant au gouvernement des Îles Sous-le-Vent. Il est promu maréchal de camp le 9 mars 1788
Il succède à titre de gouverneur de Saint-Domingue au gouverneur Antoine de Thomassin de Peinier, comte de Peynier, parti pour la France fin 1790. Pendant qu'il est en poste, la « révolte des Noirs » débutera à la suite de la Cérémonie de Bois-Caïman du 14 août 1791. Il est à la tête des forces qui répriment la révolte dirigée par Dutty Boukman. 
Blanchelande est renvoyé en France sur ordre de Léger-Félicité Sonthonax, le 17 septembre 1792. Il est remplacé par d'Esparbès (lui-même remplacé par Galbaud du Fort qui, après juin 1793, se réfugiera aux États-Unis). Convaincu de trahison (on lui reprochait d'avoir favorisé le parti contre-révolutionnaire en l'autorisant à porter ostensiblement un pompon blanc en guise de ralliement), Blanchelande comparaîtra devant le tribunal révolutionnaire et sera condamné à mort le 11 avril 1793 et exécuté.